# バッドキャット (映画)
『バッドキャット』（原題：BAD CAT）は、2016年2月5日にトルコで公開された大人向けのアニメーション映画。日本では、2017年3月10日に東京アニメアワードフェスティバルで上映され 、2021年9月15日にDVDで日本語吹き替え版が放送された。

## ストーリー
とある三月の日は、悪いネコのシェロは友達と一緒にバーベキューのための準備をする。しかしその日飼い主に追い出される、初恋をするなどの問題が発生し、準備がうまくいかない。

## キャスト
- シェロ - ウグル・ユーセル/黒田崇矢
- ターコ - 葉山翔太
- リフキ - 野津山幸宏
- リザ - 森川智之
- ミスキャット - 友永朱音
- タンク - 真木駿一
- ヘイゼル - 谷城舞帆
- セミ - 島田高虎